# Kirsan Iljoemzjinov
Kirsan Nikolajevitsj Iljoemzjinov (Russisch: Кирса́н Никола́евич Илюмжи́нов) (Elista, 5 april 1962) was president van de Russische autonome republiek Kalmukkië van 1993 tot 2010. Hij was van 1995 tot en met 2018 de president van de Fédération Internationale des Échecs, de internationale schaakbond.

## Periode voor het presidentschap
Hij werd geboren in Elista en leerde al op 4-jarige leeftijd schaken van zijn grootvader. Op 7-jarige leeftijd werd hij landskampioen bij de kinderen en op 14-jarige leeftijd algemeen landskampioen van Kalmukkië. Hierna werkte hij 2 jaar in een fabriek, alvorens hij op 18-jarige leeftijd toetrad tot het Rode Leger. Hij werd ook daar schaakkampioen en hij verliet het leger als sergeant. Hij studeerde daarna aan het Internationale Relaties Instituut (MIMO) in Moskou, waar hij de kleinzoons van Leonid Brezjnev en de neef van Fidel Castro ontmoette en weer schaakkampioen werd. Na zijn afstuderen werd hij directeur van een handelmaatschappij waarmee hij miljonair werd en waarin volgens critici ook vele miljoenen aan steunfondsen verdwenen (zie 'Religie en schaken'). In 1993 won hij de eerste verkiezingen van Kalmukkië met 65% van de stemmen. In 2002 werd hij voor de derde keer herkozen.

## Presidentschap en regeringswijze
Iljoemzjinov werd wereldwijd gezien als een corrupte incapabele leider, die niet in staat is zijn gebied te leiden. Zo schafte hij in 1994 de grondwet af en voerde de "Dictatuur van het gezonde verstand" in. Dat betekent dat de president het beleid bepaalt. Hij alleen kan mensen benoemen of ontslaan. In zijn visie werken de mannen, zorgen de vrouwen voor de kinderen, schaken de kinderen en zorgt hij zelf voor de rest.
Hij wilde Kalmukkië afscheiden van de Russische Federatie en het in plaats daarvan "geassocieerd lid" laten zijn. Volgens Iljoemzjinov stond zijn land in feite al buiten de federatie, omdat Kalmukkië volgens hem geen geld meer uit het federale budget kreeg maar wel belasting afdroeg. Rusland stond negatief tegenover deze plannen.
Iljoemzjinov streefde ernaar een "Aziatische autoriteit" te worden, zoals zijn voorbeelden, de leiders van Singapore, Korea en China (ook al ligt zijn republiek in Zuid-Rusland).
Kalmukkië is een van de armste regio's van Rusland. Maar Iljoemzjinov gaf bijvoorbeeld meer dan drie keer zo veel uit aan zijn nationale voetbalelftal dan aan onderwijs. De bevolking van Elista hield regelmatig protestacties en hongerstakingen wegens het gebrek aan zaken als water en democratie.
Ook het buitenland bekeek hem met argusogen. Hij zou geld hebben aangenomen van Saddam Hoessein en ook binnen de schaakbond heeft hij concurrenten voor de leiderspositie geld betaald om zijn positie te behouden. Rusland bezag ondertussen zijn positie met argwaan. De autonome republiek werd door het wanbeleid van Iljoemzjinov steeds armer en vraagt steeds meer steungeld vanuit Moskou. Iljoemzjinov heeft daarbij nagelaten goede relaties op te bouwen met de Russische regering.
Op 24 oktober 2010 trad Iljoemzjinov terug als leider van Kalmukkië. Hij werd opgevolgd door Aleksej Orlov.

## Religie en schaken

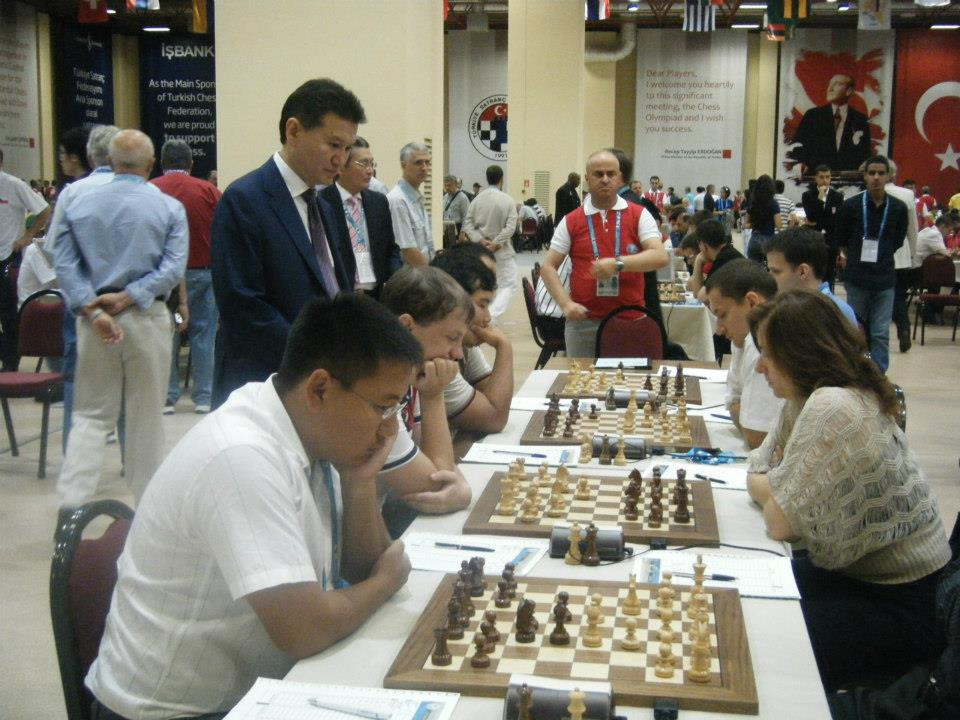
Iljoemzjinov op de 40e Schaakolympiade in Istanboel (2012)

Iljoemzjinov heeft miljoenen uitgegeven aan religie en schaken. Zo liet hij een katholieke kerk bouwen in het land, op aandringen van de Paus, terwijl in het gebied op dat moment slechts 1 katholiek woonde. Hij heeft ook een moskee, synagoge en ongeveer 22 Russisch-orthodoxe kerken en 30 boeddhistische tempels laten bouwen.
Bij het schaken wilde hij in 1998 de schaakolympiade houden in de hoofdstad Elista. Hij liet hiervoor een "Schaakcentrum" bouwen. Hij slaagde er, waarschijnlijk door zijn grote inbreng van geld in de FIDE, in om de Schaakolympiade 1998 in zijn stad te houden. Dit ondanks protesten van buitenaf: een paar maanden eerder was namelijk de schrijfster van de enige lokale onafhankelijke krant ontvoerd en vermoord. Deze schrijfster, Larisa Judina, had al eens onderzoek gedaan naar het verdwijnen van meer dan 70 miljoen dollar aan fondsgelden in het bedrijf waar Iljoemzjinov de directeur van was, vlak voor zijn verkiezing als president. Bronnen binnen het land wezen er sterk op dat de president met de moord van doen had, maar de toedracht tot de moord is nooit onderzocht. Zijn "Schaakcentrum" is sinds de olympiade hard bezig te vervallen.
Op 12 juni 2011 verscheen Iljoemzjinov in het openbaar met de Libische leider Moammar al-Qadhafi na een schaakpartij met hem in Tripoli.
Daarnaast was hij ook betrokken bij voetbalclub Oeralan Elista die met miljoeneninvesteringen naar de Premjer-Liga gebracht werd. Iljoemzjinov werd benoemd tot erevoorzitter van Oeralan Elista, dat in 2005 failliet ging maar later wel doorstarts kreeg.

## Close encounter
In een televisie-interview in 2010 beweerde de president aan boord van een UFO te zijn geweest. Hiervan waren verschillende mensen getuige, aldus Iljoemzjinov. Naar aanleiding van het interview vroeg een Russisch parlementslid aan president Medvedev een onderzoek naar deze claim te doen vanwege de veiligheidsrisico's van een dergelijk contact met buitenaardse wezens.